# Jaguar XK140
Jaguar XK140 er en sportsvogn, der blev fremstillet af Jaguar mellem 1954 og 1957 som en efterfølger til XK120. Opgraderingerne inkluderede mere plads i interiøret, bedre bremser, tandstangsstyring, bedre ophæng og teleskop-støddæmpere.
Der blev produceret sammenlagt 8937 eksemplarer.